# Dobersdorfer See
Der Dobersdorfer See ist ein See zwischen Schlesen (Ostufer) und den Ortsteilen  Jasdorf (Südufer), Gut Dobersdorf (Westufer) und Tökendorf (Nordwestufer) der Gemeinde Dobersdorf im schleswig-holsteinischen Kreis Plön.

## Allgemeines
Der See ist etwa 312 Hektar groß und damit der dreizehnt größte See in Schleswig-Holstein. Er hat eine mittlere Tiefe von 5,4 m, eine maximale Tiefe von 19,5 m und ein direktes Wassereinzugsgebiet von etwa 24 km². Der See gliedert sich in ein westliches flaches und ein östliches tiefes Becken, die von der Möweninsel getrennt werden. Einziger Abfluss ist die Jarbek, über die im Jahr etwa sieben Millionen m³ aus dem See abfließen. Dieser Bach endet bereits nach ca. 1000 m im Passader See, der über die Hagener Au in die Ostsee entwässert. Bedeutendster Zufluss ist die Selkau, die ca. 100 m südlich der Schlesener Ortsgrenze in den See mündet. Die Regulierung des Wasserstands erfolgt über ein Wehr am Passader See.

## Geschichte
Der See liegt in einem typischen Jungmoränengebiet in der Probstei. Während der Eiszeit haben von Norden vordringende Eiszungen das Gebiet des heutigen Sees vertieft. Seine Form wurde nach dem Rückzug der Gletscher durch Toteis erhalten. Im Süden des Sees befindet sich noch heute die Endmoräne der Selenter Eisrandlage. Der See gehört zu den kalkreichen polymiktischen Seen, mit einer in weiten Teilen instabilen 
Temperaturschichtung. Lediglich im tiefen Becken stellt sich im Sommer ein stabile Schichtung ein.

## Flora
In weiten Uferregionen ist ein Röhrichtgürtel vorhanden. Die dort dominierende Art ist das Schilfrohr. Die breitesten Schilfbestände befinden sich auf der westlichen Seeseite, während sich auf der südlichen Seeseite ein Verlandungsgebiet mit dominierenden Schwimmblattpflanzen unterschiedlicher Arten befindet. Bei einer Untersuchung im Jahr 1991 wurden 18 Röhrichtarten und 14 submerse (abgetauchte) Arten nachgewiesen. Der See wurde bei einer wissenschaftlichen Untersuchung als eutroph eingestuft. Das Wasser ist folglich trüb und meist durch unterschiedliche Algen gefärbt.

## Fauna

### Vögel
Die teils unter Naturschutz stehenden Ufer des Sees sind Brutgebiet vieler Vogelarten. Regelmäßige Brutvögel sind unter anderem Seeadler, Rohrdommel, Rohrweihe, Schellente, Kolbenente, Krickente, Reiherente, Stockente, Blässhuhn, Höckerschwan, Nilgans, Graugans, Kanadagans, Drosselrohrsänger, Sumpfrohrsänger, Schilfrohrsänger, Teichrohrsänger, Haubentaucher, Silbermöwe, Lachmöwe und Kuckuck. Der See ist zudem ein bedeutender Mauserplatz für Reiherenten.
Ein regelmäßig im Herbst zu beobachtendes Naturschauspiel sind Schwärme teils zigtausender Stare, die sich nach spektakulären Flugmanövern  ein Schlafquartier im Schilfgürtel des Sees suchen. Ein anderes, diesmal winterliches Naturschauspiel ist vor allem in Zeiten von Randeisbildung an der nahen Ostseeküste der Einfall von manchmal tausenden von Kormoranen.

### Fische
Nach Befischungsergebnissen aus den Jahren 1992 und 1993 scheint der See nur eine geringe Fischdichte aufzuweisen. Nach der Untersuchung liegt dies wohl am Nahrungsmangel bei den Jungfischen, hervorgerufen durch geringe Zooplanktondichten. Fischereilich bedeutende Bestände gibt es auf die Biomasse bezogen in absteigender Reihenfolge von folgenden Arten im See: Brassen, Rotauge, Barsch, Zander, Hecht, Karpfen und Aal.
Des Weiteren kommen noch Rotfeder, Güster, Gründling, Kaulbarsch, Aalquappe, Schleie, Karausche und Schlammpeitzger nachweislich vor. Von den vor einigen Jahren als Besatz eingebrachten Großen Maränen ist bisher kein Wiederfang bekannt, der über einen möglichen Bestand aussagen kann.

## Freizeitmöglichkeiten

### Wassersport
Die wassersportliche Nutzung des Sees ist durch den Besitzer stark eingeschränkt. Surfen und Kanufahren ist grundsätzlich nicht gestattet. Segeln ist ausschließlich Anliegern nach schriftlicher Erlaubnis und gegen Gebühr gestattet, wovon zurzeit niemand Gebrauch macht. Ansonsten darf der See nur mit vom Landesfischereiverband lizenzierten Ruderbooten zum Angeln befahren werden.

### Baden
Am See gibt es je eine offizielle Badestelle in Schlesen und in Tökendorf, an denen allerdings regelmäßig Probleme mit Blaualgen und Zerkarien auftreten.

### Angeln
Der See ist Pachtgewässer des Landessportfischerverbandes Schleswig-Holstein. Er darf abgesehen von zwei kleinen Landangelstellen in Tökendorf ausschließlich vom Ruderboot beangelt werden.

### Schlittschuhlaufen
In kalten Wintern ist der See bei ausreichend starker Eisdecke ein beliebtes Revier zum Schlittschuhlaufen.

### Wandern
Der See kann auf gekennzeichneten Wanderwegen gut umwandert werden. Dabei sind etwa 12,5 Kilometer auf einer landschaftlich sehr abwechslungsreichen Strecke zurückzulegen. Besonders erwähnenswert ist ein Aussichtspunkt ca. einen Kilometer südlich des Schlesener Ortsausgangs, der einen sehr schönen Ausblick über den See bietet.

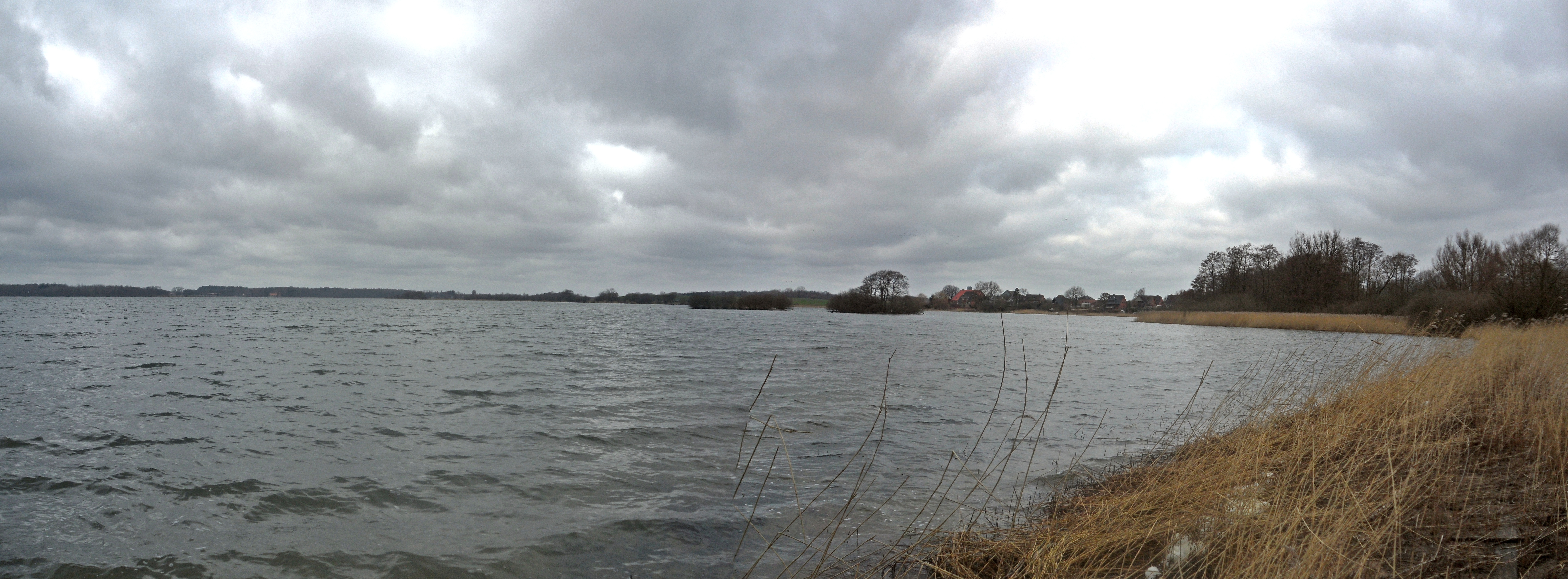
Panorama des Dobersdorfer Sees vom Ufer in Schlesen
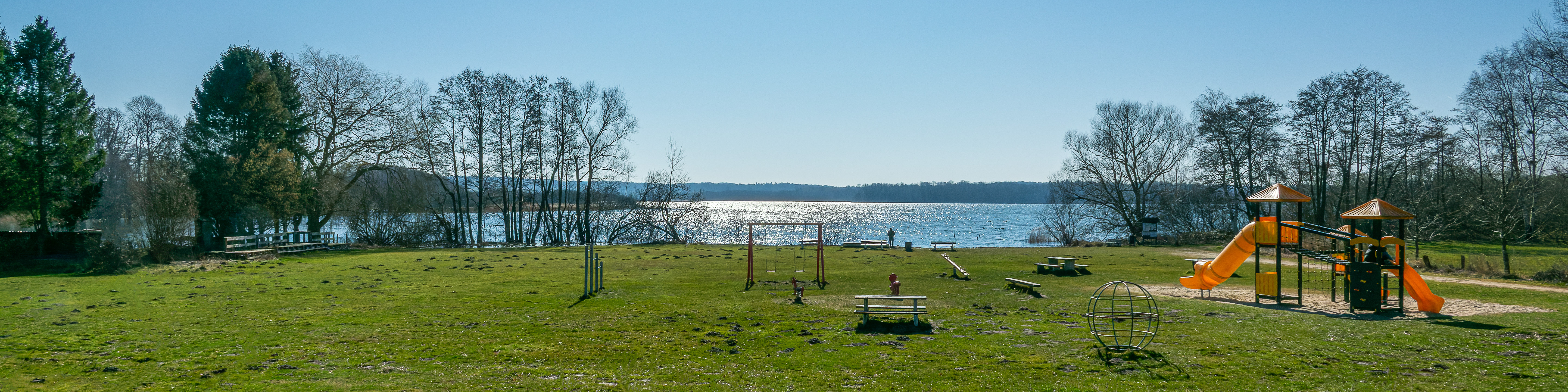
Dobersdorfer See, Badestelle in Tökendorf